# Heinz-Eduard Menche
Heinz-Eduard Menche (* 6. März 1886 in Rheydt; † 25. Dezember 1961 in Bad Godesberg) war ein deutscher Konteradmiral im Zweiten Weltkrieg.

## Laufbahn

### Kaiserliche Marine
Menche trat am 1. April 1903 als Seekadett in die Kaiserliche Marine ein und absolvierte seine Grundausbildung auf der Kreuzerfregatte Stein. Anschließend kam er an die Marineschule Mürwik, wo er am 15. April 1904 zum Fähnrich zur See ernannt wurde. Vom 1. Oktober 1905 bis 14. September 1906 erfolgte seine Verwendung auf dem Linienschiff Elsass, und am 28. September 1906 die Beförderung zum Leutnant zur See. Menche wurde dann Adjutant auf dem Küstenpanzerschiff Frithjof und ab 1. Oktober 1908 auf dem Schulschiff König Wilhelm. Am 12. Dezember 1908 erfolgte seine Beförderung zum Oberleutnant zur See. Als solcher versah er ab 15. September 1910 Dienst als Kompanieoffizier bei der I. Torpedo-Division und war bis 30. September 1912 zeitweise auch als Wachoffizier auf den Torpedobooten G 135 und G 170 im Einsatz. Man versetzt ihn im Anschluss als Adjutant in den Stab der Marinestation der Ostsee.
Mit Ausbruch des Ersten Weltkriegs kam Menche als Torpedo-Offizier auf den Kleinen Kreuzer Amazone. Kurze Zeit darauf erfolgte vom 11. September bis 7. Dezember 1914 seine Versetzung zur 19. Torpedobootshalbflottille, die Verwendung als Kommandant des Torpedobootes S 125 sowie seine Beförderung zum Kapitänleutnant am 18. November 1914. Anschließend gehörte er bis 2. Dezember 1917 der X. Torpedobootsflottille an und war hier in der Folge Kommandant auf den Torpedobooten G 134, S 142, V 75, S 166 und S 65. Letzteres Boot befehligte er auch nach Versetzung zur VII. Torpedobootsflottille bis 3. August 1918. Menche kam dann zur 4. Torpedobootshalbflottille und hatte über das Ende des Krieges hinaus das Kommando über das Torpedoboot B 110. Mit diesem Boot ging er in die Internierung nach Scapa Flow. Nach der Selbstversenkung der Flotte war er vom 22. Juni 1919 bis 6. Februar 1920 in britischer Kriegsgefangenschaft. Für sein Verhalten während des Krieges hatte Menche neben beiden Klassen des Eisernen Kreuzes das Ritterkreuz I. Klasse des Friedrichs-Ordens, das Mecklenburgische Militärverdienstkreuz II. Klasse, das Hanseatenkreuz Lübeck sowie das Marineverwundetenabzeichen in Schwarz erhalten.

### Reichsmarine
Nach seiner Rückkehr nach Deutschland stellt man Menche bis 30. Mai 1920 zur Verfügung der Kommandantur Kiel und setzte ihn eineinhalb Monate lang als Verbindungsoffizier der Marinestation der Ostsee zur Marinefriedenskommission ein. Anschließend teilte man ihn dem Schiffsstamm des Kleinen Kreuzers Medusa zu und verwendete ihn bis 6. Oktober 1923 als Ersten Offizier auf dem Schiff. In der Zwischenzeit war Menche am 1. September 1921 Korvettenkapitän geworden. Als Chef übernahm er dann für zwei Jahre die 1. Torpedobootshalbflottille. Danach wurde er bis zum 10. Juni 1928 als Dezernent der Ausbildungsabteilung in die Marineleitung versetzt. Vom 11. Juni bis zum 2. November 1928 stellte man Menche zur Verfügung des Chefs der Marineleitung und beförderte ihn am 1. Oktober zum Fregattenkapitän. Als solcher war er bis 9. Oktober 1929 Kommandeur der Torpedo- und Nachrichtenschule, wurde dann zur Verfügung des Chefs der Marinestation der Ostsee gestellt und am 19. Januar 1930 zum Leiter der Reichsmarinedienststelle Hamburg ernannt. In dieser Funktion erfolgte am 1. April 1930 die Beförderung zum Kapitän zur See. Am 20. November 1932 wurde Menche von seinem Posten entbunden und zehn Tage später unter gleichzeitiger Beförderung zum Konteradmiral, verabschiedet.
Danach war er ab 1937 Amtsleiter des Amtes VIII der NSDAP/AO – zuständig für NSDAP-Gliederungen im territorialen Bereich Fern-Ost.

### Kriegsmarine
Am 19. Juli 1939 wurde Menche reaktiviert und zur Verfügung der Kriegsmarine gestellt, blieb zunächst jedoch ohne Verwendung. Ab 27. Januar 1941 diente er als Chef der Kriegsmarinedienststelle Bordeaux sowie vom 26. November 1942 bis zum 30. April 1943 auch als Seetransportchef Marseille. In letzterer Funktion war er insbesondere für die Übernahme französischer Handelsschiffe gemäß dem Abkommen von Nevers (28. August 1942) und dem Laval-Kaufmann-Abkommen (23. Januar 1943) verantwortlich. Am 1. Mai 1943 übernahm er die Kriegsmarinedienststelle Marseille.
Er wurde am 1. August 1944 zur Verfügung des Oberbefehlshabers des Marinegruppenkommandos West gestellt, am 28. August 1944 mit dem Deutschen Kreuz in Silber ausgezeichnet und drei Tage später mit der Entlassung aus dem aktiven Wehrdienst endgültig in den Ruhestand versetzt.